# Мейдстон Юнайтед
«Мейдстон Юнайтед» (англ. Maidstone United Football Club) — английский футбольный клуб из города Мейдстон, графство Кент, Юго-Восточная Англия. Клуб образован в 1992 году, домашние матчи проводит на стадионе «Галлахер». Текущий клуб является правопреемником старого «Мейдстон Юнайтед», который был участником Футбольной лиги c 1897 до 1992 года и был вынужден покинуть лигу из-за финансового краха, но из молодёжи было создано ядро нового клуба.
Команда начала свое выступление в Региональной лиге Кента. В сезоне 2014/15 «Мейдстон Юнайтед» занял первое место в южном дивизионе Истмийской лиги и получил право играть Южной Национальной лиге. В сезоне 2015/16 клуб занял первое место, выйдя в Национальную лигу.
По итогам сезона 2022/23 покинул Национальную лигу, пятый по значимости дивизион в системе футбольных лиг Англии.

## Выступления в лигах
| - 1993/94: Региональная лига Кента Дивизион 4 - 1994/95: Региональная лига Кента Дивизион 2 - 1995—1999: Региональная лига Кента Дивизион 1 - 1999—2001: Региональная лига Кента Премьер Дивизион - 2001—2006: Футбольная лига Кента Премьер Дивизион - 2006/07: Истмийская лига Дивизион 1 «Юг» - 2007—2011: Истмийская лига Премьер Дивизион - 2011—2013: Истмийская лига Дивизион 1 «Юг» - 2013—2015: Истмийская лига Премьер Дивизион - 2015—2016: Южная Конференция - 2016 — н. в.: Национальная лига Англии |